# Сорочинск
Сорочинск (на руски: Сорочинск) е град в Русия, разположен в градски окръг Сорочинск, Оренбургска област. Населението му към 1 януари 2018 година е 27 547 души.